# Тула (нижний приток Оби)
Тула — река в Болотнинском районе Новосибирской области России. Устье реки находится в 2821 км по правому берегу реки Обь. Длина реки составляет 22 км. В устье находится деревня Усть-Тула.

## Данные водного реестра
По данным государственного водного реестра России относится к Верхнеобскому бассейновому округу, водохозяйственный участок реки — Обь от Новосибирского гидроузла до впадения реки Чулым, без рек Иня и Томь, речной подбассейн реки — бассейны притоков (Верхней) Оби до впадения Томи. Речной бассейн реки — (Верхняя) Обь до впадения Иртыша.
Код объекта в государственном водном реестре — 13010200712115200006987.